# Escamela
Escamela (del idioma náhuatl: tierra de hormigas) es una localidad del municipio de Ixtaczoquitlán en el estado mexicano de Veracruz. 

## Aspectos relevantes
- Es la localidad con mayor afluencia económica del municipio de Ixtaczoquitlán, y muy importante en el Estado de Veracruz
- Cuenta con industrias y fábricas, entre ellas Kimberly-Clark de México, fábrica de Scribe, fábricas de cementos Holcim Apasco. También se localiza una de las plantas de Pemex más importantes de Veracruz. Esto es resultado de su localización, ya que se encuentra en el tramo de la autopista que conecta a la Ciudad de México con el puerto de Veracruz.
- Ha sido escenario de la Batalla de Escamela, una de las batallas de la Guerra de Independencia de México.

## Historia
En 1883 Escamela fue cabecera municipal de Ixtaczoquitlán, tiempo después le fue dado su lugar a la localidad del sumidero, y más tarde a la actual cabecera que es hoy en día Ixtaczoquitlán.
Fue escenario de la Batalla de Escamela, llevada a cabo el 28 de mayo de 1812. En la acción militar, el general José María Morelos y Pavón se enfrentó contra las fuerzas realistas como parte de una estrategia previa a la toma de la ciudad de Orizaba.
El 28 de agosto de 1973 la localidad fue casi destruida por un terremoto que devastó casi toda la zona Orizaba y otros municipios provenientes de Puebla, el peor terremoto que haya sufrido el estado veracruzano y el segundo más mortífero de México.

## Hechos históricos
- 1812 El general José María Morelos libra una batalla contra las fuerzas realistas, la llamada Batalla de Escamela.
- 1883 Se declara a la congregación de Escámela, cabecera municipal.

## Días festivos
- 28 de mayo.- Batalla de Escamela
- 15 de septiembre.- Independencia de México
- 24 de diciembre.- Navidad